# Cheikh Mbodj
Cheikh Mbodj (Dakar, 1º agosto 1987) è un cestista senegalese.

## Carriera
Con il Senegal ha disputato due edizioni dei Campionati africani (2015, 2017).

## Palmarès
- Campionato italiano: 1

Dinamo Sassari: 2014-15
- Coppa Italia: 1

Dinamo Sassari: 2015
- Coppa di Polonia: 1

Pierniki Toruń: 2018
- Supercoppa polacca: 1

Pierniki Toruń: 2018